# 李安納度·費拉拿·達施華
莱昂纳多·费雷拉·达席尔瓦（葡萄牙語：Leonardo Ferreira da Silva，1980年7月19日—），生於巴西坎皮納斯，巴西足球運動員，司職前鋒，現時效力瑞士經典聯賽球會巴爾采斯。

## 球員生涯
里奧生於巴西坎皮納斯，於巴西丙組聯賽球會庫亞巴展開職業球生涯。
2002年開始出國發展先後效力波蘭甲組聯賽球會卡托維茲。
2004年轉會阿聯酋球會沙巴柏。其後曾效力奧地利超級聯賽及當地西部地區聯賽球會艾達治連多夫和格洛迪，及挪威超級聯賽球會咸卡。
2010年1月以自由身來港加盟當時在甲組角逐的老牌球會南華而其月薪據報亦超過15萬港元，至2010年5月約滿南華離隊加盟緬甸球會仰光聯。

## 球會榮譽
南華
- 香港高級組銀牌冠軍（2009–10季度）
- 香港甲組聯賽冠軍（2009–10季度）

## 外部連結
- 南華足球隊官方網頁球員資料 （页面存档备份，存于）
- 90Minut Player profile （页面存档备份，存于）
- Yangon United players profile （页面存档备份，存于）